# Zum schwarzen Bock

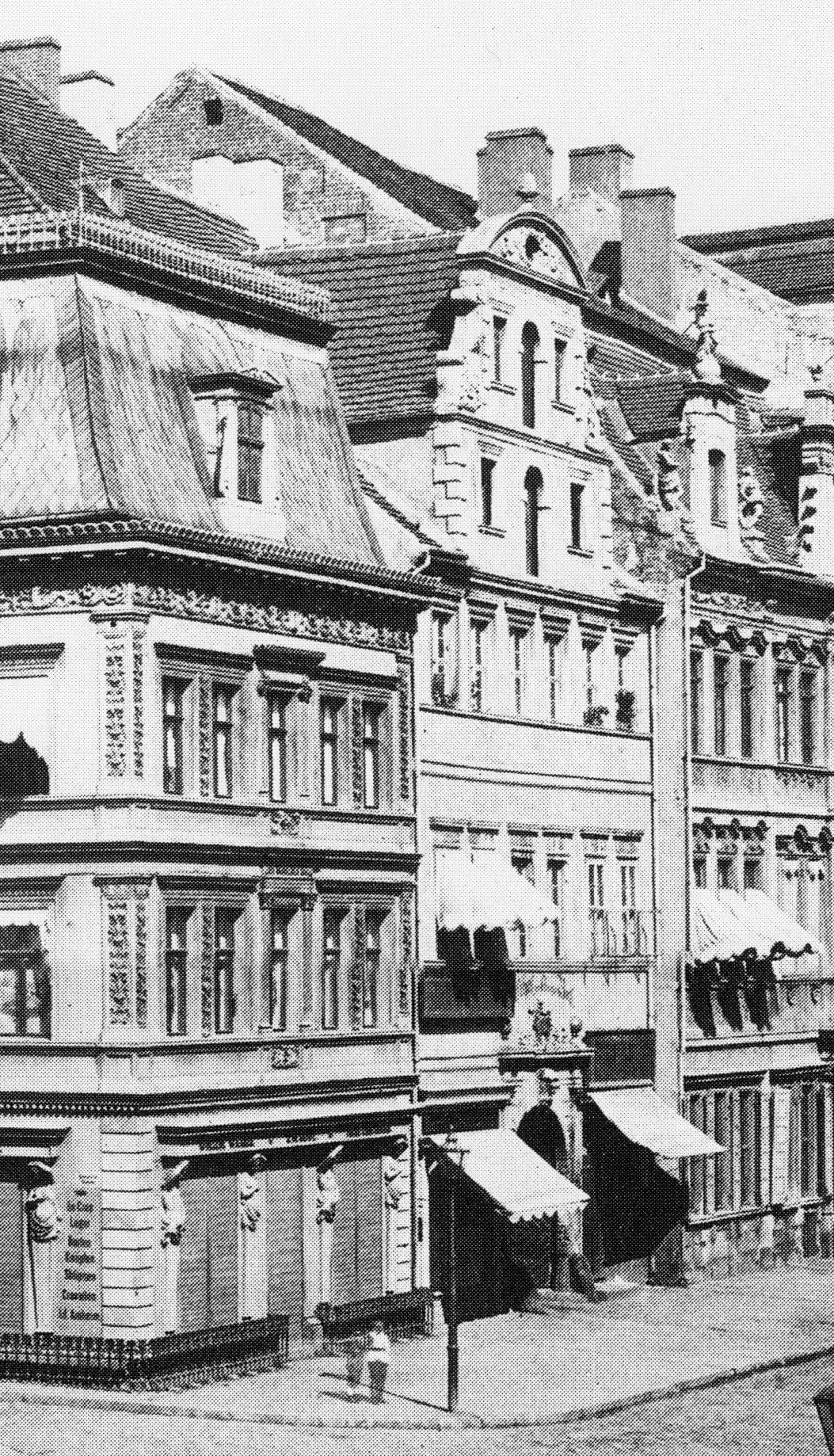
Haus Zum schwarzen Bock, vor 1865

Das Haus Zum schwarzen Bock war ein historisches Wohn- und Geschäftshaus in Magdeburg im heutigen Sachsen-Anhalt. 

## Lage
Das Gebäude befand sich in der Magdeburger Altstadt auf der Westseite des Breiten Wegs, an der Adresse Breiter Weg 168. Unmittelbar südlich des Hauses grenzte das Haus Zur schönen Ecke an. Heute befindet sich an dieser Stelle in etwa der Bereich der Einmündung des Straßenzugs Ulrichplatz auf den Breiten Weg.

## Geschichte und Architektur
1631 gehörte das Haus, zu dem bis 1665 auch das Grundstück Schöneeckstraße 1a als hintere Ausfahrt gehörte, Hans Schoff. Er wurde von Franz Kuno und Hans Meine beerbt. Sie verkauften das, wohl in Folge der Zerstörung Magdeburgs im Jahr 1631 leere Grundstück im Jahr 1661 für 500 Taler an Samuel Witte, der es 1665 für 800 Taler an den Seidenkramer Henning Sievert junior weiter veräußerte. Sievert gehörte auch das südliche Nachbarhaus Zur schönen Ecke. Er errichtete auf dem neu erworbenen Grundstück Ställe, die wohl auch im Jahr 1691 noch bestanden. In diesem Jahr verkaufte er dieses Grundstück und auch die benachbarten Grundstücke Schöneeckstraße 1 und 1a für 2500 Taler an den Handelsmann Valentin Häseler. An der Schöneeckstraße bestand der Gasthof Zum schwarzen Bock. Häseler bebaute das Grundstück am Breiten Weg wieder mit einem Haus. Er blieb bis 1731 Eigentümer. Auf ihn folgte bis 1737 Johann Ernst Häseler, im Anschluss dann der Regierungsrat Gottlieb von Haeseler.
In den Jahren 1803 und 1835 war König als Eigentümer verzeichnet, 1845 die Witwe Seidel, 1870 dann der Particulier Dölecke. Andere Angaben nennen als Eigentümer und Betreiber der Gastwirtschaft Zum schwarzen Bock am Breiten Weg in der Zeit um 1823 Peter Müller. 

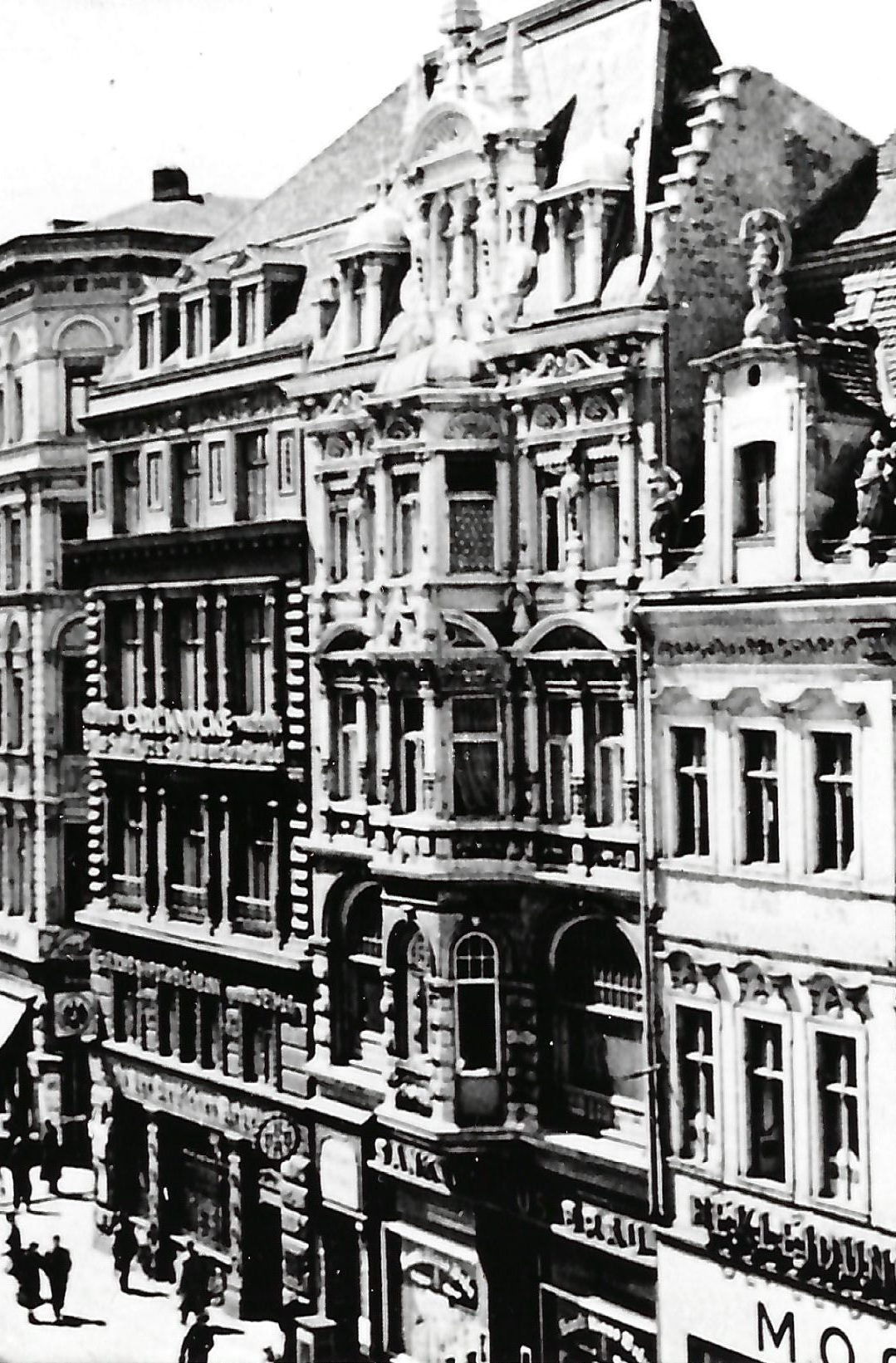
Haus vor 1945

Das Haus war dreigeschossig und nach Osten zum Breiten Weg sechsachsig angelegt. Mittig wurde es von einem zweiachsigen Zwerchhaus bekrönt. Schon vor 1877 erfolgte ein Umbau, bei dem der Bau aufgestockt wurde. Ein weiterer durchgreifender Umbau fand im Jahr 1889 statt. Der Eigentümer Kaufmann Emil Blumenthal ließ dabei das nun viergeschossige Haus mit einer Fassade im historisierenden Stil versehen. Im Zuge des Umbaus wurde ein alter Hausstein am Erker im zweiten Obergeschoss angebracht. Der Stein zeigte einen nach links schauenden Bock.
Noch 1914 wurde der Rentner Emil Blumenthal als Eigentümer geführt, 1925 der Gastwirt K. Büchner. 1938 und 1942/1943 war die Schönebecker Brauerei A. & W. Allendorf Eigentümer. Der Gastwirt A, Homann betrieb hier 1942/1943 das Automatenrestaurant St. Klaus-Bräu. Im Haus befand sich außerdem das Fotoatelier Pieperhoff & Fendiusen und der Makler und Hausverwalter W. Tittel.
Im Zweiten Weltkrieg wurde der Bau zerstört. Im Zuge des sich nicht an die historische Stadtstruktur haltenden Wiederaufbaus in der Zeit der DDR wurde die Stelle des Hauses Teil des südlichen Bereichs des Zentralen Platzes. Nach der Neugestaltung des Platzes in den 1990er Jahren befindet sich dort etwa die Einmündung des Straßenzuges Ulrichplatz auf den Breiten Weg.

## Sage
Der Sage Der schwarze Bock nach befand sich an der Stelle des Gebäudes in vorhergehender Zeit einmal ein einfacher Gasthof, der von Peter Wacker geführt wurde. Wacker war verwitwet und hatte drei Töchter. Er nahm aus Mitleid den obdachlosen, zehnjährigen Waisenjungen Friedrich auf. Friedrich, genannt Fritz, wusste nur wenig über seine Herkunft, sagte jedoch, er sei ein an einem Sonntag, dem zwölften, im zwölften um zwölf geborenes Glückskind. Fritz half in der Wirtschaft und wurde bald ein wichtiger Teil des Hofs.
Nach einigen Jahren kehrte eine alte Wahrsagerin im Gasthof ein, die Fritz sogleich bewirtete. Sie las ihm zum Dank aus der Hand und sagte ihm großen Reichtum voraus. Er solle die Böcke ehren, da ihm ein Bock zum Glück verhelfen würde. Auch den drei Töchtern Wackers wurde aus der Hand gelesen. Während bei den beiden älteren Töchtern aufgrund eines hochmütigen Charakterzuges eine negative Entwicklung vorausgesagt wurde, sah die alte Frau bei der jüngsten Tochter Hannchen eine positive Zukunft. Sie deutete eine gemeinsame Entwicklung mit Fritz an. Die Wahrsagerin schlief in der Nacht auf der Tenne des Hofs. Am nächsten Morgen wies sie Peter Wacker darauf hin, dass es auf seiner Tenne nicht geheuer sei. Er solle einmal das Sonntagskind Fritz dort schlafen lassen, dann würden sich die Geister offenbaren, da er sie sehen könne und auch Macht über sie habe. 
Tatsächlich besprach Peter Wacker sich mit Fritz, der bereit war, wie die Alte gesagt hatte, auf der Tenne zu schlafen. Nachdem es von der nahen Ulrichskirche zwölf geschlagen hatte, wurde der Raum durch einen matten Schimmer erleuchtet und ein kleines graues Männlein mit langem weißen Bart und Haar entstieg den Boden. Mit einem weißen Stab zog es in einer Ecke des Raums Kreise und Figuren, wobei es unverständliche Worte murmelte. Das Männlein sprach dann zu Fritz, dass es schon seit einhundert Jahren diesen Platz bewacht und nur von einem Sonntagskind erlöst werden könne, das dreimal die Apostelzahl zwölf in sich trage. Fritz sei sein Erlöser. Er forderte Fritz auf am Zwölften, im Zwölften um zwölf auf einem schwarzen Bock mit weißem Zeichen zu erscheinen. Den Bock solle er schlachten und das Blut auf die Stelle in der Tenne zu sprengen. So könne der Zauber gelöst und ein großer Schatz erworben werden. Einige Wochen später war dann der 12. Dezember heran und Fritz erklärte sich bereit, den Anweisungen des Männleins zu folgen. In der Nacht zum 12. Dezember begaben sich Fritz und Peter mit einem schwarzen Bock mit weißem Stirnzeichen auf die Tenne und verfuhren so, wie es das Männlein gesagt hatte. Der Geist wurde so erlöst und bedankte sich. Der Erdboden öffnete sich in der Ecke und zum Vorschein kam ein mit sehr alten Münzen gefüllter Kessel. Peter Wacker befiel aber eine große Angst, dass er es mit Teufelswerk zu tun hätte und eine Todsünde beginge. Obwohl der Schatz das hundertfache Wert war, gab Wacker den gefüllten Kessel daher für zehn Goldgulden weg. 
Viele Jahre vergingen, die abenteuerliche Schatzgeschichte geriet in Vergessenheit. Eines Tages erschien ein niederländischer Reiter und wollte Peter Wacker sprechen. Kurze Zeit später brach Wacker dann gemeinsam mit Fritz zur allgemeinen Überraschung zu einer Reise nach Amsterdam auf. Nach einer Woche kamen die beiden in Amsterdam an. Peter Wacker nahm einen Termin wahr, von dem er mit einer Kiste voller Gold zurückkam, welches er, zur Überraschung von Fritz, ihm übergab. Es stellte sich heraus, dass Wacker mit den zehn Goldgulden vor einigen Wochen von einem Gast, der in Geldnot geraten war, in seiner Wirtschaft ein Los der holländischen Lotterie erworben hatte. Auf das waren nun 100.000 Goldgulden Gewinn gefallen. Fritz lehnte das Geld ab, da es Peter Wacker gehöre. Außerdem sorgte er sich, dass seine Geliebte Hannchen, der er seine Liebe noch nicht offenbart hatte, ihn nur wegen des Geldes nehmen könnte. Peter Wacker und Fritz kamen überein noch nichts von dem vielen Geld zu berichten. Peter wollte seine Töchter auf die Probe stellen und eröffnete ihnen nacheinander das der arme Fritz um ihre Hand angehalten hätte. Während die beiden älteren ablehnten, sagte Hannchen freudig zu. Nach Bekanntwerden des Lotteriegewinns bedauerten die beiden älteren Töchter ihre Entscheidung. Hannchen und Fritz heirateten, Fritz übernahm später den Gasthof seines Schwiegervaters. Eines Tages brachte er zur Erinnerung an die Geschichte und den Ursprung seines Vermögens über dem Hauseingang ein neues Hauszeichen, einen schwarzen Bock mit vergoldeten Hörnern an.